# Весино, Матиас
Мати́ас Веси́но Фале́ро (исп. Matías Vecino Falero; род. 24 августа 1991, Канелонес) — уругвайский футболист, центральный полузащитник итальянского клуба «Лацио».

## Клубная карьера
Весино является воспитанником футбольного клуба «Сентраль Эспаньол». 6 марта 2010 года он дебютировал в уругвайской Примере, заменив на 63-й минуте матча против «Такуарембо» (4:1) Орасио Перальту. 3 апреля 2011 года Весино забил свой первый гол в чемпионате Уругвая, поразив ворота «Рампла Хуниорс» (общий счёт матча 5:1). 12 августа 2011 года он перешёл в «Насьональ», дебютировал в его составе уже 20 августа в поединке с «Дефенсор Спортинг» (2:2). В сезоне 2011/2012 Весино вместе с командой выиграл чемпионат Уругвая.
19 января 2013 года Весино перешёл в итальянскую «Фиорентину», заплатившую за него 2,3 млн евро. 26 сентября 2013 года он дебютировал в Серии A, заменив Альберто Аквилани на 78-й минуте матча против миланского «Интера» (1:2). Проведя всего 6 матчей за «Фиорентину» в чемпионате Италии, 29 января 2014 года Весино был отдан в аренду клубу «Кальяри» до конца сезона 2013/2014. Там он сыграл 9 матчей и забил 2 гола. Весь следующий сезон уругваец провёл в клубе «Эмполи», который взял его в годичную аренду. В «Эмполи» Весино был одним из основных игроков, сыграл 36 матчей в Серии A и забил в них 2 гола. Вернувшись в «Фиорентину» летом 2015 года, футболист сумел закрепиться в основном составе команды.
31 июля 2017 года «Фиорентина» объявила, что миланский «Интер» активировал сумму отступных в размере 24 миллионов евро, прописанную в контракте Весино.
1 августа 2022 года на правах свободного агента присоединился к клубу «Лацио», подписав трёхлетний контракт.

## Выступления за сборную
Весино выступал за сборную Уругвая среди игроков до 20 лет. В общей сложности он провёл за неё 14 матчей и забил 4 гола. Весино принял участие во всех трёх матчах своей сборной на чемпионате мира среди до 20 лет, который прошёл в 2011 году в Колумбии. Также он вместе со сборной стал серебряным призёром чемпионата Южной Америки среди молодёжных команд 2011 года.
Был включён в состав сборной на Кубок Америки 2021.
27 мая 2024 года Весино объявил о завершении карьеры в сборной.

## Статистика

### Матчи за сборную
| №  | Дата            | Оппонент          | Счёт | Голы | Соревнование             |
| -- | --------------- | ----------------- | ---- | ---- | ------------------------ |
| 1  | 25 марта 2016   | Бразилия          | 2:2  | —    | Отборочные матчи ЧМ-2018 |
| 2  | 29 марта 2016   | Перу              | 1:0  | —    | Отборочные матчи ЧМ-2018 |
| 3  | 27 мая 2016     | Тринидад и Тобаго | 3:1  | 1    | Товарищеский матч        |
| 4  | 5 июня 2016     | Мексика           | 1:3  | —    | Кубок Америки 2016       |
| 5  | 13 июня 2016    | Ямайка            | 3:0  | —    | Кубок Америки 2016       |
| 6  | 6 октября 2016  | Венесуэла         | 3:0  | —    | Отборочные матчи ЧМ-2018 |
| 7  | 11 октября 2016 | Колумбия          | 2:2  | —    | Отборочные матчи ЧМ-2018 |
| 8  | 10 ноября 2016  | Эквадор           | 2:1  | —    | Отборочные матчи ЧМ-2018 |
| 9  | 15 ноября 2016  | Чили              | 1:3  | —    | Отборочные матчи ЧМ-2018 |
| 10 | 23 марта 2017   | Бразилия          | 1:4  | —    | Отборочные матчи ЧМ-2018 |
| 11 | 28 марта 2017   | Перу              | 1:2  | —    | Отборочные матчи ЧМ-2018 |
| 12 | 4 июня 2017     | Ирландия          | 1:3  | —    | Товарищеский матч        |
| 13 | 7 июня 2017     | Италия            | 0:3  | —    | Товарищеский матч        |
| 14 | 31 августа 2017 | Аргентина         | 0:0  | —    | Отборочные матчи ЧМ-2018 |
| 15 | 5 сентября 2017 | Парагвай          | 2:1  | —    | Отборочные матчи ЧМ-2018 |
| 16 | 5 октября 2017  | Венесуэла         | 0:0  | —    | Отборочные матчи ЧМ-2018 |
| 17 | 10 октября 2017 | Боливия           | 4:2  | —    | Отборочные матчи ЧМ-2018 |
| 18 | 10 ноября 2017  | Польша            | 0:0  | —    | Товарищеский матч        |
| 19 | 14 ноября 2017  | Австрия           | 1:2  | —    | Товарищеский матч        |
| 20 | 23 марта 2018   | Чехия             | 2:0  | —    | Товарищеский матч        |
| 21 | 26 марта 2018   | Уэльс             | 1:0  | —    | Товарищеский матч        |
| 22 | 7 июня 2018     | Узбекистан        | 3:0  | —    | Товарищеский матч        |
| 23 | 15 июня 2018    | Египет            | 1:0  | —    | Финальные матчи ЧМ-2018  |
| 24 | 20 июня 2018    | Саудовская Аравия | 1:0  | —    | Финальные матчи ЧМ-2018  |
| 25 | 25 июня 2018    | Россия            | 3:0  | —    | Финальные матчи ЧМ-2018  |
| 26 | 30 июня 2018    | Португалия        | 2:1  | —    | Финальные матчи ЧМ-2018  |
| 27 | 6 июля 2018     | Франция           | 0:2  | —    | Финальные матчи ЧМ-2018  |
| 28 | 7 сентября 2018 | Мексика           | 4:1  | —    | Товарищеский матч        |
| 29 | 12 октября 2018 | Республика Корея  | 1:2  | 1    | Товарищеский матч        |
| 30 | 16 ноября 2018  | Бразилия          | 0:1  | —    | Товарищеский матч        |
| 31 | 20 ноября 2018  | Франция           | 0:1  | —    | Товарищеский матч        |
| 32 | 22 марта 2019   | Узбекистан        | 3:0  | —    | Товарищеский матч        |
| 33 | 25 марта 2019   | Таиланд           | 4:0  | 1    | Товарищеский матч        |

Итого: сыграно матчей: 33 / забито голов: 3; победы: 17, ничьи: 5, поражения: 11.

## Достижения
«Насьональ»
- Чемпион Уругвая: 2011/12

«Интернационале»
- Чемпион Италии: 2020/21
- Обладатель Суперкубка Италии: 2021
- Обладатель Кубка Италии: 2021/22